# Sónia Rocha
Sónia Maria Campos Soares da Rocha (nascida em Vila Nova de Gaia), mais conhecida por Sónia Rocha, é uma cientista e bióloga portuguesa. Desde 2017, é diretora do Departamento de Bioquímica da Universidade de Liverpool.
Rocha fez sua graduação em Biologia na Universidade do Porto e obteve seu PhD pela ETH Zurich, na Suíça.
Rocha esteve na Universidade de Dundee, no Reino Unido, por 16 anos, onde integrou o Centre for Gene Regulation and Expression (GRE). Rocha foi Deputy Director do Center for Gene Regulation and Expression entre 2012 e 2017. Em 2010 recebeu tenure, e em 2011 a recebeu a prestigiosa Senior Research Fellowship pela Cancer Research UK (CRUK). Em 2013, se tornou uma fellow da Society of Biology, no Reino Unido.
Recebeu um prêmio da Biochemical Society, sendo a primeira mulher ganhadora do The Sir Philip Randle Lecture, na edição 2025. A premiação inclui 2 mil libras, um certificado, a oportunidade de apresentar uma palestra para a sociedade, e de submeter um artigo científico isento de taxas.
Seus estudos envolvem as alterações na expressão génica causadas pela quantidade de oxigênio disponível, em especial a situação de hipóxia, e sua relação com o metabolismo em geral e com a resposta de inflamação.

## Ligação externa
- Rocha Lab @ University of Liverpool - Site do laboratório da pesquisadora
- ORCID